# Blabia colobotheoides
Blabia colobotheoides là một loài bọ cánh cứng trong họ Cerambycidae.